# 東京西徳洲会病院
東京西徳洲会病院（とうきょうにしとくしゅうかいびょういん）は、東京都昭島市にある私立の総合病院である。徳洲会における東京都で初めての病院として、2005年に開設された。

## 診療部門
- 総合内科（肝臓内科、糖尿病・内分泌内科、神経内科）
- 循環器センター
  - 循環器内科
  - 心臓血管外科
- 消化器センター
  - 消化器内科
  - 消化器外科
  - 腫瘍科
- 腎臓病総合医療センター
  - 腎臓内科
- 外科
- 呼吸器科
- 乳腺腫瘍センター
  - 乳腺腫瘍科
- 整形外科
- 外傷センター
  - 外傷整形外科
- 脳脊髄腫瘍センター
- 脳神経外科
- 泌尿器科
- 形成外科
- 美容外科
- 小児医療センター
  - 小児科
- 皮膚科
- 婦人科
- 口腔センター
  - 歯科口腔外科
- 放射線医学センター
  - 放射線科
- 健康管理センター
- 包括的がん診療センター
  - 緩和ケア科
- 病理科
- 麻酔科(ペインクリニック)
- リハビリテーション科
- 救急医療センター
- 臨床試験センター
- 睡眠呼吸障害科

## 医師数・患者数
- 常勤医師数 - 59名（男性50名・女性9名）（研修医を含まず）
- 一日平均新入院患者数 - 25名
- 平均在院日数 - 12.8日
- 一日平均外来患者数 - 660.9名（平日）

## 診療受付時間
- 平日
  - 午前診療 8：00～12：00（診察開始は午前9時）
  - 午後診療 14：00～16：00（専門予約外来が中心）
  - 夕方診療 16：30～18：30
- 土曜日
  - 午前診療 8：00～12：00

（受付終了時間は診療科により相違）

## 指定医療機関
- 休日・全夜間診療事業実施医療機関
- 東京都脳卒中急性期医療機関
- 保険指定医療機関
- 単独型・管理型臨床研修病院
- 生活保護法指定医療機関
- 労災保険指定機関
- 被爆者一時疾病医療機関
- 結核予防法指定医療機関
- 救急病院告示指定病院
- 身体障害者福祉法指定医療機関
- 東京都脳卒中急性期医療機関
- 東京都二次救急医療機関

## 施設認定
- 厚生労働省臨床研修指定病院
- 厚生労働省外国人医師臨床研修修練指定施設
- 日本外科学会外科専門医制度修練施設
- 日本消化器内視鏡学会専門医指導施設
- 日本消化器病学会認定施設
- 日本消化器外科学会専門医修練施設
- 日本脳神経外科C項訓練施設
- (3学会構成)心臓血管外科専門医認定機構認定修練施設
- 日本がん治療認定医療機構認定研修医
- 日本乳癌学会認定医・専門医制度認定施設
- 日本緩和医療学会認定研修施設
- 日本形成外科学会教育関連施設
- 日本腎臓学会研修施設
- 日本臨床腫瘍学会認定研修施設
- 日本小児科学会小児科専門医研修施設
- 日本泌尿器科学会泌尿器科専門医教育施設
- 日本顎顔面インプラント学会研修施設
- 日本透析医学会認定施設
- 日本放射線腫瘍学会認定協力施設
- 日本口腔外科科学専門医制度認定研修施設
- 日本麻酔科学会麻酔科認定施設
- 日本医学放射線学会放射線科専門医総合修練機関
- 日本プライマリ・ケア連合学会認定医研修施設
- 日本救急医学会救急科専門医指定施設
- 西日本がん研究機構A施設（乳腺グループ）
- 日本東洋医学会研修施設
- 日本循環器学会専門医研修施設
- 日本整形外科学会専門医研修施設
- 日本胆道学会指導施設
- 日本肝臓学会関連施設
- 日本超音波医学会専門医研修施設

## 交通アクセス
- 拝島駅（JR各線、西武拝島線）南口下車、徒歩10分
- 昭島駅（JR青梅線）南口下車、徒歩15分
  - 両駅「北口」から無料送迎バスあり